# ねずみのよめいり
『ねずみのよめいり』は、1961年に東映動画が製作した短編アニメーション。カラー。13分。

## 概要
1961年、東映動画が短編作『もぐらのモトロ』と共に、新人グループの教育の意味で製作した短編作品。
白川大作と、後に東映動画初のテレビシリーズ『狼少年ケン』や、NHKの『みんなのうた』で活躍する月岡貞夫が企画・構成・演出、そして脚本を担当、また後に虫プロダクションで活躍するりんたろうが、本名の「林重行」名義で作画を担当している。

## ストーリー
娘のアルバムを見ていたネズミの両親は、世界で一番強い者を娘の婿にしようと考え、太陽の元へ出発。だが太陽より雲、雲より風、風より家が、自分が強いと言って現れる。両親は家を婿にしようと決意。その時、家が突然悲鳴を上げた。壁をかじって現れたのは、アルバムに写っていた幼なじみのオスネズミと、彼に手を引かれたメスネズミだった…。

## スタッフ
- 企画：島田太一
- 脚本：白川大作、月岡貞夫
- 監修：森康二
- 構成／演出：白川大作、月岡貞夫
- 作画：月岡貞夫、小林和子、花田玲子、林重行、田村真也
- 美術：小山礼司
- 仕上：本橋文枝
- 撮影：菅原英明、篠崎文男
- 編集：稲葉郁三
- 音楽：朝野真悟
- 録音：石井孝夫[1]

## テレビ放送・劇場公開
- テレビ放送は、製作4年後の1965年1月18日に、『ピーコック劇場』（NET系列）の「短編まんがシリーズ」第5回目として、『もぐらのモトロ」と共に放送された。
- 一方の劇場公開はかなり遅れ、なんと18年後の1979年7月29日公開の『'79国際児童年記念 東映まんがまつり』内で上映された（ただし一部地域のみ）。同時上映は『パンダの大冒険』（リバイバル）・『SF西遊記スタージンガー 悪魔のバリバリゾーン』・『花の子ルンルン』・『バトルフィーバーJ』の計4本。